# Lluvia Rojo

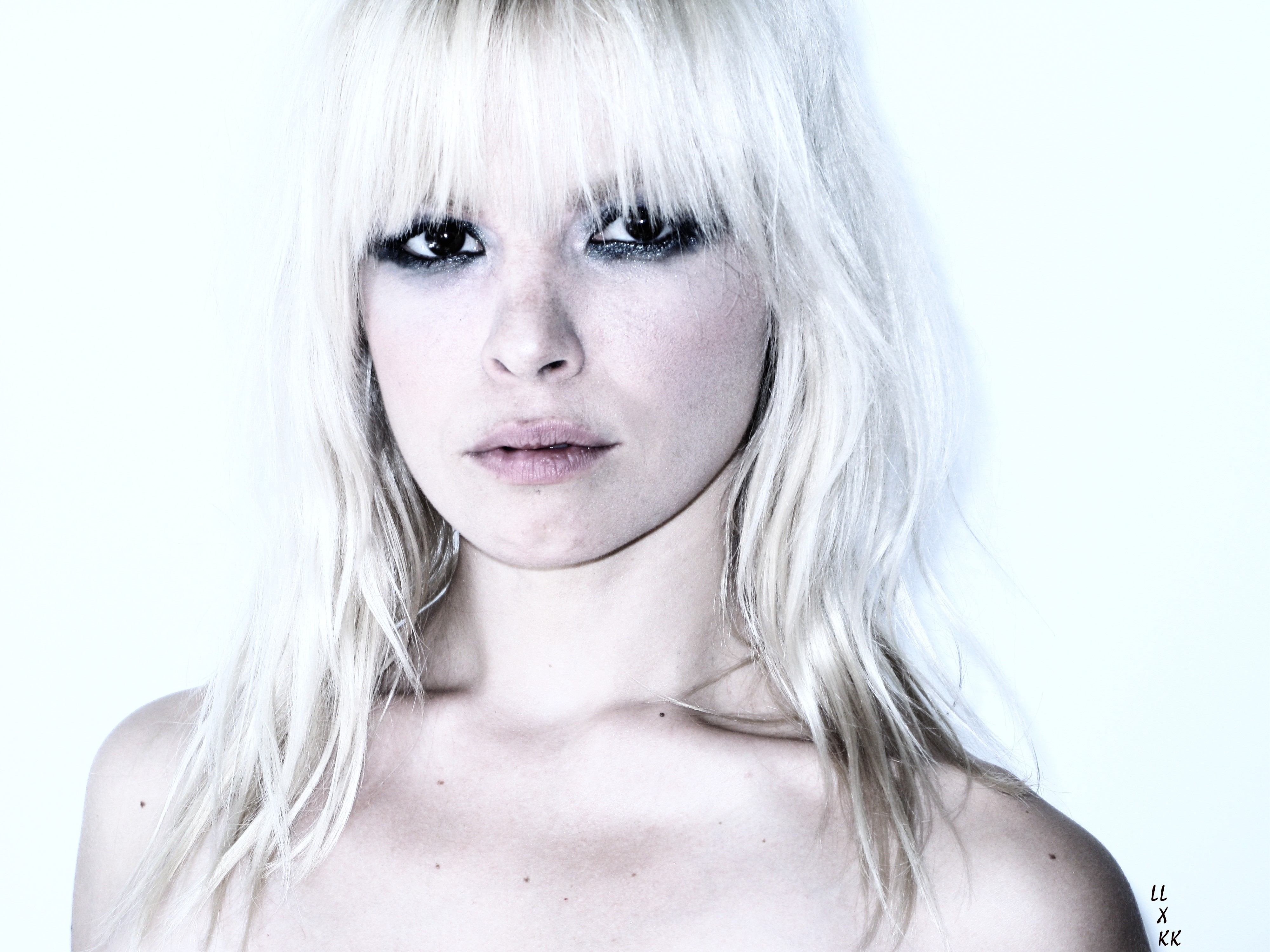

Lluvia Rojo Moro (Madrid, 6 de novembro de 1976 é uma atriz espanhola.
Estudou Tradução e Interpretação (Língua inglesa, Língua alemã) em Madrid, Nova Iorque e Berlim, e teatro com Jorge Eínes.
Canta com o grupo Hard-pop No Band For Lluvia (Subterfuge Records) con Kevin Kajetzke, Darío Lofish e Lyndon Parish .

## Filmografia
- Íntimos y extraños, (2008), de Rubén Alonso.
- Crónicas de la Vieja República (fanfilm)
- El síndrome de Svensson (2006), de Kepa Sojo.
- Pobre juventud (2006), de Miguel Jiménez.
- El Calentito (2005), de Chus Gutiérrez.
- Alianza mortal (2002), dos Irmãos Rico
- Barrio (1998), de Fernando León de Aranoa.

### Curta-metragem
- Paco, (2009), de Jorge Roelas
- The Old Man in the Sea (2006), de Enrique Rodríguez. Universidad de Navarra
- Ricardo, piezas descatalogadas  (2005), dos Irmãos Rico
- Las superamigas contra el profesor Vinilo (2003), de Domingo González

## TV

### Apresentadora
- Los 40 principales (1997-1998)
- + Música (Canal satélite digital) (1997-1998)

### Actriz
- Cuéntame cómo pasó (2000-2011)
- Paraíso (2000)
- Hospital Central (1998)
- Ellas son así (1998)
- A las once en casa (1998)

## Teatro
- Don Juan, el burlador de Sevilla (2008-2009), de Tirso de Molina
- Aquí no paga nadie, de Darío Fo (2004-2005).

### Radioteatro
- Psicosis (2010)[1]

## Prêmios
- Premio Ercilla de Teatro 2008, melhor atriz nova com Don Juan, el burlador de Sevilla.
- Fundación Lumière: Premio "solidario a las artes escénicas" 2006
- Candidatura Unión de Actores 2007 e 2004, melhor atriz secundária com Cuéntame cómo pasó (candidatura).